# Guolesjauretje
Guolesjauretje är en sjö i Storumans kommun i Lappland och ingår i Vapstälven-Ranas kustområde. Sjön har en area på 0,0603 kvadratkilometer och ligger 775,9 meter över havet.

## Delavrinningsområde
Guolesjauretje ingår i det delavrinningsområde (728598-144599) som SMHI kallar för Inloppet i Krutvattnet. Medelhöjden är 756 meter över havet och ytan är 16,37 kvadratkilometer. Räknas de 3 avrinningsområdena uppströms in blir den ackumulerade arean 47,94 kvadratkilometer. Avrinningsområdets utflöde Krutåga (Risbäcken) mynnar i havet. Avrinningsområdet består mestadels av skog (34 procent) och kalfjäll (63 procent). Avrinningsområdet har 0,06 kvadratkilometer vattenytor vilket ger det en sjöprocent på 0,4 procent.